# 心香
《心香》是1992年上映的中国电影，由孙周执导，苗月编剧，姚力摄影，朱旭、王玉梅、费洋主演。影片获1992年第12届中国电影金鸡奖最佳导演、最佳摄影、最佳录音以及最佳男主角提名、最佳女主角提名、最佳男配角提名。